# Bataille de Picardie (août 1918)
Première Guerre mondiale
Batailles
Front d'Europe de l’Ouest
- Liège (8-1914)
- Namur (8-1914)
- Frontières (8-1914)
- Anvers (9-1914)
- Grande Retraite (9-1914)
- Marne (9-1914)
- Course à la mer (9-1914)
- Yser (10-1914)
- Messines (10-1914)
- Ypres (10-1914)
- Givenchy (12-1914)
- 1re Champagne (12-1914)
- Hartmannswillerkopf (1-1915)
- Neuve-Chapelle (3-1915)
- 2e Ypres (4-1915)
- Colline 60 (4-1915)
- Artois (5-1915)
- Festubert (5-1915)
- Quennevières (6-1915)
- Linge (7-1915)
- 2e Artois (9-1915)
- 2e Champagne (9-1915)
- Loos (9-1915)
- Verdun (2-1916)
- Redoute Hohenzollern (3-1916)
- Hulluch (4-1916)
- 1re Somme (7-1916)
- Fromelles (7-1916)
- Arras (4-1917)
- Vimy (4-1917)
- Chemin des Dames (4-1917)
- 3e Champagne (4-1917)
- 2e Messines (6-1917)
- Passchendaele (7-1917)
- Cote 70 (8-1917)
- 2e Verdun (8-1917)
- Malmaison (10-1917)
- Cambrai (11-1917)
- Bombardements de Paris (1-1918)
- Offensive du Printemps (3-1918)
- Lys (4-1918)
- Aisne (5-1918)
- Bois Belleau (6-1918)
- 2e Marne (7-1918)
- 4e Champagne (7-1918)
- Château-Thierry (7-1918)
- Le Hamel (7-1918)
- Amiens (8-1918)
- Cent-Jours (8-1918)
- 2e Somme (9-1918)
- Bataille de la ligne Hindenburg
- Meuse-Argonne (10-1918)
- Cambrai (10-1918)

Front italien
Front d'Europe de l’Est
Front des Balkans
Front du Moyen-Orient
Front africain
Bataille de l'Atlantique
La troisième bataille de Picardie se déroule principalement entre le 8 août et le 14 septembre 1918, dans le nord-est de la France. Ferdinand Foch fixe aux deux armées franco-britanniques engagées la mission de réduire le saillant de Montdidier afin de dégager la voie Paris-Amiens, ainsi que celui de réduire le saillant de la Lys pour dégager les mines du Nord. Au 8 septembre, les Allemands, en retraite, se réfugient derrière la ligne Hindenburg.

## Préparation de l'offensive

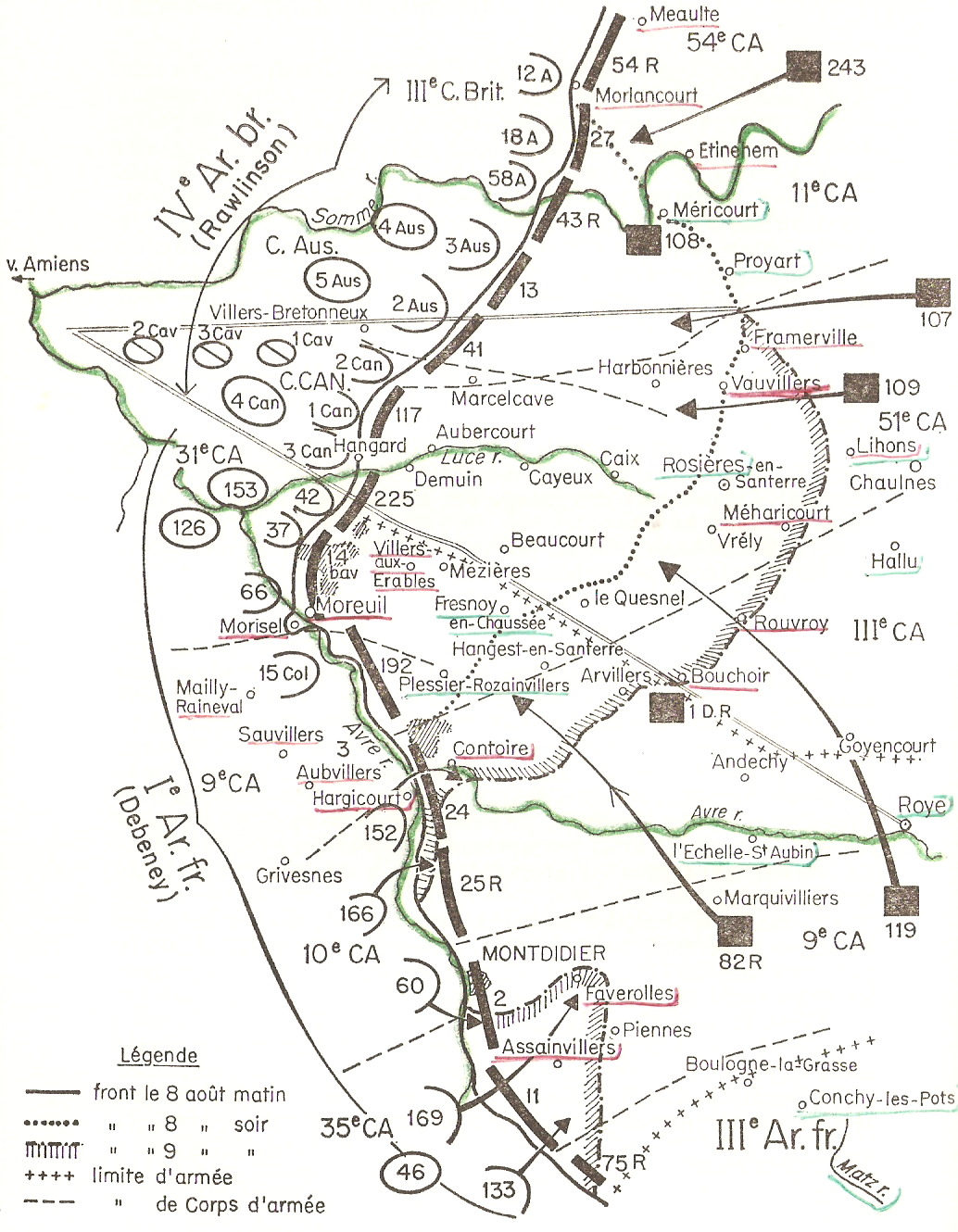
La ligne de front le 8 août 1918 en Picardie.

Dès le 24 juillet, pendant la seconde bataille de la Marne, au quartier général du château de Bombon, le maréchal Foch a exposé ses vues aux grands chefs des armées alliées, Haig, Pershing et Pétain. Les armées de l'Entente doivent selon Foch être en mesure d'attaquer les unités allemandes : en effet, à ce moment de la guerre, le nombre des combattants est équivalent dans chaque camp, mais les alliés disposent d'un nombre des divisions placées en réserve plus important, d'une aviation supérieure en nombre d'avions et en qualité, de chars d'assaut et de pièces d'artillerie plus nombreux que leurs adversaires. L'objectif  est de réduire par deux armées franco-anglaise le saillant de Montdidier pour dégager la voie de chemin  de fer Paris - Amiens, celui de la Lys par les Britanniques pour dégager les mines du Nord ainsi que le saillant de Saint-Mihiel par une armée américaine pour achever le dégagement de la voie de chemin de fer Paris - Avrecourt.
Le 26 juillet, à Sarcus, Foch revoit Haig et place Debeney sous ses ordres, en renfort de Rawlinson. Le 3 août, après une nouvelle rencontre avec Haig, il voit Fayolle qui devra lancer la 3e armée de Humbert sur le flanc gauche des Allemands, appuyée par l'armée Mangin.

## Première phase: Offensive franco-britannique (8-14 août)
Le Field Marshal Haig a simulé de grands préparatifs dans la région du Kemmel et les Allemands croient qu'ils seront attaqués sur la Lys, mais l'assaut se fait de la Somme jusqu'à la route de Roye.

### Bataille d'Amiens
- France
  - 1re armée (31e CA, 9e CA, 10e CA)
  - 35e CA, 15e CA de la 3e armée

Le 8 août, la 42e, la 37e et la 66e division d’infanterie prennent Moreuil et Morisel à 7 h 30.

## Deuxième phase

### Offensive Mangin-Humbert
- France
  - 3e armée (35e CA, 34e CA, 15e CA, 18e CA)
  - 10e armée (15e DIC...)
- Empire allemand
  - XVIIIe armée

#### Bataille de l’Ailette (17 - 29 août 1918)
La bataille de l'Ailette encore appelée 2e Bataille de Noyon ou Bataille de l’Oise se déroule du 17 au 29 août. Les armées du général Fayolle sont lancées entre l'Aisne et l'Oise.
Partie à la conquête des plateaux le 18 août, l'armée du général Mangin fait 3 000 prisonniers. Le 20, le RICM de la 2e division marocaine enlève la route de Cuts-Bléranourt. La 10e armée avance de 4  à   5 kilomètres, fait 8 000 prisonniers et prend 100 canons. Elle borde l'Ailette le 23 et menace les positions du Chemin des Dames.
Suivant cette progression, l'armée du général Humbert reprend violemment l'offensive le 21, conquiert les pentes nord du Plémont, franchit la Divette, occupe Lassigny le  22 août.
Par leur avance, ces deux armées menacent la droite de la XVIIIe Armée allemande accrochée sur la ligne Chaulnes-Roye.

## Troisième phase

### Prise de Quéant par les Canadiens
- Royaume-Uni de Grande-Bretagne et d'Irlande (1re armée britannique)
- Corps canadien
- Empire allemand

#### Déroulement
Le 25 août, le corps canadien, formant l'aile droite de la 1re armée britannique du général Horne, avance de sept kilomètres et s'empare de la forte position de Monchy-le-Preux. Au nord de la Scarpe, Horne enlève Rœux et arrive le 31 août 1918 en face des avancées de la ligne Drocourt-Quéant (saillant ouest de la ligne Hindenburg).
Dans la matinée du 2 septembre, après une bataille intense, le Corps canadien prend le contrôle de la ligne Drocourt-Quéant. La bataille est menée par les 1re et 4e divisions canadiennes, et par la 52e division britannique. Les Allemands subissent de lourdes pertes, et les Canadiens capturent plus de 6 000 prisonniers non blessés. Les pertes du Canada s’élèvent à 5 600 hommes. À midi, le commandant allemand, Erich Ludendorff, décide de se retirer derrière le Canal du Nord.

### Poursuite des armées Fayolle (29 août-8 septembre)

#### Forces en présence
- France
  - 3e armée Humbert
  - 10e armée Mangin
- Empire allemand

#### Déroulement
La 3e armée s'empare de Noyon le 29, et du Mont Siméon le 30, la 10e armée prend Crouy et le 2 septembre deux bataillons du RICM forcent le passage du canal de l'Aisne et l'Oise, puis celui de l'Ailette et enlèvent le bois de Monthizel et de la Binette.
Les armées allemandes regagnent la ligne Hindenburg poursuivies par les 1re, 3e, 10e armées françaises, auxquelles se joint la 5e (Berthelot) qui prend Coucy-le-Château et passe la Vesle. La retraite se termine le 8 septembre.

## Bilan
Après quatre mois d'offensives foudroyantes, l'armée allemande a successivement abandonné tous ses gains territoriaux, y compris la poche de la Lys, vidée de son propre mouvement. Elle a perdu 128 000 prisonniers, 2 069 canons, 3 783 mitrailleuses, 1 734 minenwerfer et de nombreux tués et blessés. Réfugiée derrière la ligne Hindenburg, elle attend l'offensive générale.

## Décoration
- PICARDIE 1918, MONTDIDIER 1918, L'AISNE-L'AILETTE 1918...  sont inscrits sur le drapeau des régiments cités lors de cette bataille.

## Pour approfondir